# Trambileno
Trambileno (cimbri Trumelays) és un municipi italià, dins de la província de Trento. És habitat per la minoria germànica dels cimbris, encara que ja no hi parlen la llengua. L'any 2007 tenia 1.386 habitants. Limita amb els municipis de Posina (VI), Rovereto, Terragnolo, Vallarsa i Valli del Pasubio (VI).

## Administració
| Període | Identitat       | Partit        |
| ------- | --------------- | ------------- |
| 2004-   | Stefano Bisoffi | Llista cívica |